# Lijiaquan
Lijiaquan (李家拳, pugilato della famiglia Li), più conosciuto come Ligar kuen (in cantonese), è uno stile di arti marziali cinesi, classificabile come Nanquan. Esso è uno dei Guangdong wu daming quan (广东五大名拳, Cinque Scuole di Pugilato Famosissime del Guangdong). Il nome viene anche abbreviato in Liquan (李拳, Pugilato di Li).

## Origini
Una tradizione vuole che sia stato creato nel 1747 da Li Yi (李义), di un villaggio dell'Henan che attualmente si chiama Midicun (米地村), dell'area di Anjiedao (岸街道), del distretto amministrativo di Huicheng (惠城). Secondo Li Rongguang (李容光), Li Yi era allievo e membro della famiglia di un discepolo laico del Tempio Shaolin (少林寺), Li Jiu (李玖). Durante una repressione di una rivolta da parte delle truppe Qing, il villaggio dove viveva venne attaccato. Li Yi fu salvato da un maestro di un Pugilato della Scuola del Nord (北派拳), Chen Gouxi (陈苟息), ed in seguito prese quest'ultimo come maestro. Secondo Li Zixing, Li Yi studiò anche con Wang Long (王龙), che è descritto come zio marziale di Li Jiu. Quest'ultimo in questo racconto è considerato il maestro di Li Yi. Dopo che Li Jiu e Wang Long perirono in battaglia, Li Yi sarebbe diventato allievo di Chen Gouxi. Sempre attraverso le parole di Li Zixing, Li Yi avrebbe raccolto il meglio della Scuola Shaolin (che viene definita scuola del Sud) e del Beipaiquan ed inoltre avrebbe osservato nelle vicinanze del suo villaggio un Serpente (蛇)ed una Gru (鹤) combattere, cosa che gli fece capire come unificare i due sistemi appresi, imitando le movenze dei due animali. L'articolo Lijiaquan Bainian Chuanqi Shi Li Yi era il Figlio di Li Jiu, che era un discepolo laico del Tempio Shaolin del sud nel Fujian (福建南少林寺). Sempre secondo questo articolo Wang Long apparteneva alla Tiandihui (天地会) all'epoca che venne riconosciuto come maestro da Li Yi. I fatti riguardanti le circostanze della morte di Li Jiu e Wang Long vengono descritti con maggiori dettagli: l'esercito Qing scoprì le attività anti imperiali che venivano condotte nel villaggio Midicun (villaggio della terra del riso), perciò incendiò e rase al suolo il villaggio, che in seguito venne ricostruito e chiamato Huodicun (villaggio della terra bruciata) per ricordare questo evento. Wang Long e Li Jiu capeggiarono la difesa del villaggio e vennero uccisi dalle frecce dell'esercito.
Un'altra leggenda ne attribuisce la creazione al bonzo Li Xikai (李锡开僧人) del tempio Shaolin ed in seguito tramandata nel Guangdong, a Xinhui (新会), da Li Youshan (李友山, 1764-1827). Youshan avrebbe insegnato come base lo Shaolin Wuxingquan (少林五形拳).
Secondo Chen Yaojia (陈耀佳) e Lin Youbiao (林友标) il Lijiaquan è stato creato nel 1750. Li Xikai (con il nome leggermente diverso di Li Shikai 李式開,) e Li Youshan compaiono ne La leggenda dei 5 Antenati, rispettivamente della Tiandihui e dei Cinque Pugilati maggiori.
Dong Fanghong riferisce che la data di creazione dello stile da parte di Li Yi secondo certe tradizioni è il 1782 (il quarantottesimo anno di Qianlong), ma in un'altra parte dell'articolo asserisce che a creare tale stile fu Li Youshan.

## La trasmissione
Secondo Huizhou Lijiaquan Jiankuang 惠州李家拳简况, Li Yi (李义, 1747-1828) è considerato il primo antenato e prima generazione. Alla seconda generazione troviamo Li Long (李隆, 1794－1884）. Alla terza generazione Li Guohui (李国辉, 1831－1912）, Li Guobiao (李国彪,1841－1924）, Li Guoshan (李国山, 1854－1929）, Li Sumin (李素民, 1878－1936）；alla quarta Li Guanshou (李观寿, 1884－1954）; alla quinta generazione troviamo Li Dai (李带, 1904－1990) e Li Fa (李发,1946－1988).
Oggi questo stile è rappresentato da Li Rongguang (李容光), che appartiene alla sesta generazione e vive a Huizhou (惠州).Yan Jingshan (严景山) di Huazhou (化州) è una sesta generazione di Lijiaquan.
Lo stile ha avuto centinaia di maestri noti ed alcuni di essi hanno aperto scuole di Wushu a Hong Kong e Singapore. Esso è diffuso nei distretti amministrativi di Heyuan (河源), Huaxian (花县), Xinhui (新会), Foshan (佛山), Danshui (淡水), Bao'an (宝安), Boluo (博罗), Dongwan (东莞). Nel 2009, un novantenne emigrato a Hong Kong, Li Zhenzhong (李振中), è tornato a vivere a Huizhou. Anch'egli è sesta generazione di Lijiaquan.
L'articolo Zhonghua Wushu Fenfan Haohan Zhi Lijiaquan differisce in alcuni punti dalle genealogie che abbiamo riportato, fornendo altri nomi. Innanzitutto Li Sumin (李素民) che era indicato alla terza generazione, per questa altra fonte è invece alla quarta assieme a Li Tanjin (李潭锦, 1874-1956）, Li Zhaokun (李兆坤,1876-1952）, oltre al già citato Li Guanshou. La quinta generazione coincide. Nella sesta generazione indica Li Bingnan (李炳南, 1935-2005）,Yan Jingshan (严景山（1945-）,Li Rongguang (李容光（1957-).
Alla settima Li Zixing (李子兴,1963-） e Chen Huicong (陈惠聪, 1973-).
La Storia del Wushu del Guangdong (广东武术史, Guangdong Wushu Shi) racconta che furono discepoli di Li Youshan (李友山) il famoso Chen Xiang (陈享,Chan Heung fondatore del Cailifo), Yi Jihe (伊基合), Lin Shaoqian (林绍乾) e molti altri.

## Caratteristiche
Si dice che questa scuola del sud unisca però in sé anche caratteristiche della scuola del Nord.
Questi alcuni elementi distintivi della scuola secondo Dong Fanghong: pianshen pian ma , chenshi wenzhong, chushou xunmeng, duo yong zhou fa 偏身偏马，沉实稳重，出手迅猛，多用肘法 cioè inclina il corpo inclina il cavallo, peso e forte nello stabilirsi, emette i colpi in modo rapido e violento, usa molte tecniche di gomito (si contano 36 tipi di colpi di gomito).
In un dizionarietto di Wushu si dice che questo stile di Nanquan è caratterizzato dalle sue diverse tecniche di mano, da movimenti veloci delle mani in combattimento e frequenti balzi.
Questa descrizione viene in parte confermata da Chen Yaojia e Lin Youbiao che dicono che questo pugilato ha mutevoli tecniche delle mani, incrementa allo stesso tempo grandi e piccoli posizioni. Il metodo di spostamento si basa sulla flessibilità, possiede un buon metodo delle gambe, frequenti sono i piccoli salti.

## Taolu
Secondo Dong Fanghong questo stile possiede come forme: Wulianshou (五连手); Zhongliulian (中六连); Qilianshou (七连手); Sanshiliu zhou (三十六肘); Shaoda (哨打); Duankou (短扣); Zi niu lianhuangun (子午连环棍); Shuangtou da quandian gun (双头大圈点棍); Jinsuo lianhuan shuangdao (金锁连环双刀).
Secondo l'articolo Bainian Lijiaquan ... questo Pugilato contiene Sequenze (Taolu), armi, esercizi in coppia (Duilian) e la Danza dell'Unicorno (Qilin Wu, 麒麟舞).
- Questi i Taolu: Baguaquan (八卦拳, Pugilato degli Otto Trigrammi), Sixingquan (四星拳, Pugilato delle Quattro Stelle), Sanmenquan (三门拳,Pugilato delle Tre Porte),Shizun (石尊, rispetto alla pietra), Xiao Shizi (小十字, Piccolo carattere shi), Da Shizi (大十字, Grande Carattere shi), Chilianquan (赤练拳pugilato che Allena la devozione), Dujiao Lianhuanquan (独脚连环拳, Pugilato concatenato del piede solitario), Wuxing Sanshouquan (五形散手拳, Pugilato del combattimento delle cinque forme), ecc.
- Queste le armi: Dantougun (单头棍, Bastone ad una testa), Danshuang Jiagun (单双夹棍,una e due manette di legno), Changlong gun (长龙棍, Bastone di una fila di persone), Guolan gun (国拦棍), Nan shuangdao (南双刀, doppie sciabole del sud), dandao (单刀), Shuang tiěchǐ (双铁尺), Tou (头, testa), Luxzhen (鲁针, ago lento), shadao (沙刀, sciabola della sabbia), Chunqiu Dadao (春秋大刀, alabarda delle primavere e degli autunni), Yingqiang (缨枪, lancia tassello), Shuang Bishou (双匕首, doppi coltelli), Sanshou shan (散手扇, ventaglio da combattimento), sanjiebian (三节鞭, frusta a tre sezioni), ecc.
- Questi i Duilian: Tiěchǐ dui Luding (铁尺对鲁钉, asta di ferro collabora con l'ago lento), Tou dui Dandao teng (头对单刀藤, la "testa" collabora con la sciabola e lo scudo), Yingqiang dui Tiěchǐ Bian (缨枪对铁尺鞭, la lancia tassello collabora con l'asta di ferro e la frusta),Luding dui Tiěchǐ teng (鲁钉对铁尺藤, l'ago lento collabora con l'asta di ferro e lo scudo), pugilati in coppia (拳对练), bastoni in coppia (棍对练), Kongshou duo Shuangdao (空手夺双刀, mano vuota cattura le doppie sciabole), Tiao cheng dui shuangtou gun (条橙对双头棍, la bandiera arancione collabora con il bastone a doppia testa), ecc.

Nel libro Liquan si presenta un Taolu detto Shaodaquan (哨打拳, pugilato del colpire la guardia)che si compone di quattro parti e 63 movimenti. Viene inoltre descritto un lunghissimo Duilian che viene detto Gongfang Lianxi (攻放练习, praticare difesa ed attacco) e che contiene 54 movimenti.